# Saison 2022-2023 du United Rugby Championship
Navigation
United Rugby Championship 2021-2022 United Rugby Championship 2023-2024
La saison 2022-2023 du United Rugby Championship est la 22e édition de la compétition professionnelle de rugby à XV. Elle est la deuxième sous l'appellation United Rugby Championship. La compétition voit s'affronter seize franchises sud-africaines, écossaises, galloises, irlandaises et italiennes.
Les Stormers sont tenants du titre 2022 après leur victoire en finale contre les Bulls.
Le Munster s'impose en finale contre les Stormers et remporte son premier titre depuis 2011.

## Présentation

### Participants
| Franchise                 | Classement 2021-2022                            | Entraîneur en chef                                                            | Capitaine                            | Stade                     | Capacité               | Compétition de l'EPCR  |
| Franchises irlandaises    | Franchises irlandaises                          | Franchises irlandaises                                                        | Franchises irlandaises               | Franchises irlandaises    | Franchises irlandaises | Franchises irlandaises |
| ------------------------- | ----------------------------------------------- | ----------------------------------------------------------------------------- | ------------------------------------ | ------------------------- | ---------------------- | ---------------------- |
| Connacht                  | 4e (poule irlandaise)                           | Andy Friend (en)                                                              | Jack Carty                           | Galway Sportsground       | 8 129                  | Challenge Cup          |
| Leinster                  | 1er, demi-finaliste (poule irlandaise)          | Leo Cullen                                                                    | Jonathan Sexton                      | RDS Arena                 | 18 500                 | Champions Cup          |
| Munster                   | 3e, quart-de-finaliste (poule irlandaise)       | Graham Rowntree                                                               | Peter O'Mahony                       | Thomond Park              | 25 600                 | Champions Cup          |
| Ulster                    | 2e, demi-finaliste (poule irlandaise)           | Dan McFarland (en)                                                            | Iain Henderson                       | Ravenhill Stadium         | 18 196                 | Champions Cup          |
| Franchises galloises      |                                                 |                                                                               |                                      |                           |                        |                        |
| Cardiff Rugby             | 3e (poule galloise)                             | Dai Young                                                                     | Josh Turnbull                        | Cardiff Arms Park         | 12 125                 | Challenge Cup          |
| Dragons RFC               | 4e (poule galloise)                             | Dean Ryan (en) (jusqu'en septembre) Dai Flanagan (en) (à partir de septembre) | Harrison Keddie (en) Will Rowlands   | Rodney Parade             | 8 700                  | Challenge Cup          |
| Ospreys                   | 1er (poule galloise)                            | Toby Booth (en)                                                               | Justin Tipuric                       | Liberty Stadium           | 20 827                 | Champions Cup          |
| Scarlets                  | 2e (poule galloise)                             | Dwayne Peel                                                                   | Jonathan Davies                      | Parc y Scarlets           | 14 870                 | Challenge Cup          |
| Franchises écossaises     |                                                 |                                                                               |                                      |                           |                        |                        |
| Édimbourg Rugby           | 1er, quart-de-finaliste (poule italo-écossaise) | Mike Blair (jusqu'en mars) Steve Diamond (à partir de mars)                   | Grant Gilchrist Jamie Ritchie        | Edinburgh Rugby Stadium   | 7 800                  | Champions Cup          |
| Glasgow Warriors          | 2e, quart-de-finaliste (poule italo-écossaise)  | Franco Smith                                                                  | Kyle Steyn                           | Scotstoun Stadium         | 7 351                  | Challenge Cup          |
| Franchises italiennes     |                                                 |                                                                               |                                      |                           |                        |                        |
| Benetton Trévise          | 3e (poule italo-écossaise)                      | Marco Bortolami                                                               | Dewaldt Duvenage (en) Michele Lamaro | Stadio Comunale di Monigo | 5 000                  | Challenge Cup          |
| Zebre Parma               | 4e (poule italo-écossaise)                      | Fabio Roselli (en)                                                            | David Sisi                           | Stade Sergio-Lanfranchi   | 5 000                  | Challenge Cup          |
| Franchises sud-africaines |                                                 |                                                                               |                                      |                           |                        |                        |
| Bulls                     | 2e, finaliste (poule sud-africaine)             | Jake White                                                                    | Marcell Coetzee                      | Loftus Versfeld Stadium   | 51 762                 | Champions Cup          |
| Lions                     | 4e (poule sud-africaine)                        | Ivan van Rooyen (en)                                                          | Reinhard Nothnagel (en)              | Ellis Park Stadium        | 62 567                 | Challenge Cup          |
| Sharks                    | 3e, quart-de-finaliste (poule sud-africaine)    | Sean Everitt (en) (jusqu'en novembre) Neil Powell (en) (à partir de novembre) | Thomas du Toit Siya Kolisi           | Kings Park Stadium        | 52 000                 | Champions Cup          |
| Stormers                  | 1er, champion (poule sud-africaine)             | John Dobson (en)                                                              | Salmaan Moerat                       | Cape Town Stadium         | 55 000                 | Champions Cup          |

Légende des couleurs
- Tenant du titre

## Compétition

### Phase régulière

#### Résultats
L'équipe qui reçoit est indiquée dans la colonne de gauche.
| Résultats (▼dom., ►ext.) | BEN   | BUL   | CAR   | CON   | DRA   | EDI   | GLA   | LEI   | LIO   | MUN   | OSP   | SCA   | SHA   | STO   | ULS   | ZEB   |
| Benetton Trévise         | -     | 22-44 | —     | —     | 34-14 | 24-17 | 33-11 | —     | 28-32 | 30-40 | —     | 34-23 | —     | —     | 31-29 | 38-5  |
| Bulls                    | —     | -     | 45-9  | 28-14 | —     | 33-31 | —     | 62-7  | 25-29 | —     | 43-26 | —     | 40-27 | 19-23 | —     | 78-12 |
| Cardiff Rugby            | 30-13 | —     | -     | —     | 31-14 | 17-25 | —     | —     | 18-31 | 20-13 | 19-22 | 22-28 | —     | 30-24 | 20-42 | —     |
| Connacht                 | 38-19 | —     | 38-19 | -     | —     | 41-26 | —     | 0-10  | 43-24 | 20-11 | —     | 36-14 | 24-12 | —     | 20-22 | —     |
| Dragons RFC              | —     | 14-29 | 24-29 | 20-22 | -     | —     | 28-42 | —     | —     | 23-17 | 32-25 | 31-14 | 19-20 | —     | —     | 47-7  |
| Edinburgh Rugby          | 53-8  | —     | —     | —     | 44-6  | -     | 25-32 | 27-47 | 19-22 | 17-38 | 45-21 | —     | 19-22 | —     | —     | 24-17 |
| Glasgow Warriors         | 37-0  | 35-21 | 52-24 | 29-27 | —     | 16-10 | -     | —     | —     | —     | —     | 12-9  | —     | 24-17 | 17-11 | 50-8  |
| Leinster                 | 42-10 | —     | 38-14 | 41-12 | 43-14 | —     | 40-5  | -     | —     | 27-13 | —     | —     | 54-34 | 22-22 | 38-29 | —     |
| Lions                    | —     | 15-31 | —     | —     | 33-25 | —     | 35-24 | 36-39 | -     | —     | —     | 32-15 | 7-29  | 22-31 | 37-39 | 50-35 |
| Munster                  | —     | 31-17 | —     | 24-17 | —     | —     | 26-38 | 19-20 | 33-3  | -     | 58-3  | 49-42 | —     | —     | 14-15 | 21-5  |
| Ospreys                  | 20-21 | —     | 21-38 | 19-22 | 37-18 | —     | 32-17 | 19-24 | 27-28 | —     | -     | 34-14 | —     | 16-16 | —     | —     |
| Scarlets                 | —     | 37-28 | 10-16 | —     | 33-17 | 42-14 | —     | 5-35  | —     | —     | 23-23 | -     | 32-20 | —     | 39-55 | 36-12 |
| Sharks                   | 43-33 | 47-20 | 0-35  | —     | —     | —     | 40-12 | —     | 37-10 | 22-22 | 25-10 | —     | -     | 19-46 | 24-31 | —     |
| Stormers                 | 38-22 | 37-27 | —     | 38-15 | 34-26 | 34-18 | —     | —     | 40-8  | 24-26 | —     | 36-19 | 29-23 | -     | —     | —     |
| Ulster                   | —     | 32-23 | —     | 36-10 | 40-19 | 28-14 | —     | 13-20 | —     | 14-15 | 47-17 | —     | —     | 35-5  | -     | 36-15 |
| Zebre Parma              | 17-40 | —     | 30-34 | 34-57 | —     | 19-38 | 17-45 | 29-33 | —     | —     | 24-28 | —     | 37-42 | 20-37 | —     | -     |

- Victoire à domicile
- Match nul
- Victoire à l'extérieur

Des points de bonus offensifs sont donnés à l'équipe marquant quatre essais et défensifs à l'équipe qui perd par moins de sept points d'écart.

#### Poules
Les franchises sont réparties en quatre poules en fonction de leur pays d'origine.

##### Poule irlandaise
| Rang | Club     | J  | V  | N | D | Bo | Bd | Pm  | Pe  | Diff | Pts |
| ---- | -------- | -- | -- | - | - | -- | -- | --- | --- | ---- | --- |
| 1    | Leinster | 18 | 16 | 1 | 1 | 13 | 0  | 580 | 363 | +217 | 79  |
| 2    | Ulster   | 18 | 13 | 0 | 5 | 12 | 4  | 554 | 378 | +176 | 68  |
| 3    | Munster  | 18 | 10 | 1 | 7 | 9  | 4  | 470 | 357 | +113 | 55  |
| 4    | Connacht | 18 | 10 | 0 | 8 | 7  | 3  | 456 | 426 | +30  | 50  |

##### Poule galloise
| Rang | Club          | J  | V | N | D  | Bo | Bd | Pm  | Pe  | Diff | Pts |
| ---- | ------------- | -- | - | - | -- | -- | -- | --- | --- | ---- | --- |
| 1    | Cardiff Rugby | 18 | 9 | 0 | 9  | 6  | 2  | 425 | 470 | -45  | 44  |
| 2    | Ospreys       | 18 | 5 | 2 | 11 | 6  | 5  | 400 | 514 | -114 | 35  |
| 3    | Scarlets      | 18 | 6 | 1 | 11 | 5  | 3  | 435 | 506 | -71  | 34  |
| 4    | Dragons RFC   | 18 | 4 | 0 | 14 | 5  | 3  | 391 | 534 | -143 | 24  |

##### Poule italo-écossaise
| Rang | Club             | J  | V  | N | D  | Bo | Bd | Pm  | Pe  | Diff | Pts |
| ---- | ---------------- | -- | -- | - | -- | -- | -- | --- | --- | ---- | --- |
| 1    | Glasgow Warriors | 18 | 13 | 0 | 5  | 11 | 0  | 498 | 403 | +95  | 63  |
| 2    | Benetton Trévise | 18 | 8  | 0 | 10 | 8  | 1  | 440 | 533 | -93  | 41  |
| 3    | Édimbourg Rugby  | 18 | 6  | 0 | 12 | 8  | 6  | 466 | 467 | -1   | 38  |
| 4    | Zebre Parma      | 18 | 0  | 0 | 18 | 6  | 5  | 343 | 734 | -391 | 11  |

##### Poule sud-africaine
| Rang | Club       | J  | V  | N | D | Bo | Bd | Pm  | Pe  | Diff | Pts |
| ---- | ---------- | -- | -- | - | - | -- | -- | --- | --- | ---- | --- |
| 1    | Stormers T | 18 | 12 | 2 | 4 | 13 | 3  | 531 | 391 | +140 | 68  |
| 2    | Bulls      | 18 | 10 | 0 | 8 | 11 | 2  | 613 | 448 | +165 | 53  |
| 3    | Sharks     | 18 | 9  | 1 | 8 | 8  | 2  | 486 | 480 | +6   | 48  |
| 4    | Lions      | 18 | 9  | 0 | 9 | 7  | 2  | 454 | 538 | -84  | 45  |

#### Classement général
| Rang | Club               | J  | V  | N | D  | Bo | Bd | Pm  | Pe  | Diff | Pts |
| ---- | ------------------ | -- | -- | - | -- | -- | -- | --- | --- | ---- | --- |
| 1    | Leinster P         | 18 | 16 | 1 | 1  | 13 | 0  | 580 | 363 | +217 | 79  |
| 2    | Ulster             | 18 | 13 | 0 | 5  | 12 | 4  | 554 | 378 | +176 | 68* |
| 3    | Stormers T P       | 18 | 12 | 2 | 4  | 13 | 3  | 531 | 391 | +140 | 68* |
| 4    | Glasgow Warriors P | 18 | 13 | 0 | 5  | 11 | 0  | 498 | 403 | +95  | 63  |
| 5    | Munster            | 18 | 10 | 1 | 7  | 9  | 4  | 470 | 357 | +113 | 55  |
| 6    | Bulls              | 18 | 10 | 0 | 8  | 11 | 2  | 613 | 448 | +165 | 53  |
| 7    | Connacht           | 18 | 10 | 0 | 8  | 7  | 3  | 456 | 426 | +30  | 50  |
| 8    | Sharks             | 18 | 9  | 1 | 8  | 8  | 2  | 486 | 480 | +6   | 48  |
| 9    | Lions              | 18 | 9  | 0 | 9  | 7  | 2  | 454 | 538 | -84  | 45  |
| 10   | Cardiff Rugby P    | 18 | 9  | 0 | 9  | 6  | 2  | 425 | 470 | -45  | 44  |
| 11   | Benetton Trévise   | 18 | 8  | 0 | 10 | 8  | 1  | 440 | 533 | -93  | 41  |
| 12   | Édimbourg Rugby    | 18 | 6  | 0 | 12 | 8  | 6  | 466 | 467 | -1   | 38  |
| 13   | Ospreys            | 18 | 5  | 2 | 11 | 6  | 5  | 400 | 514 | -114 | 35  |
| 14   | Scarlets           | 18 | 6  | 1 | 11 | 5  | 3  | 435 | 506 | -71  | 34  |
| 15   | Dragons RFC        | 18 | 4  | 0 | 14 | 5  | 3  | 391 | 534 | -143 | 24  |
| 16   | Zebre Parma        | 18 | 0  | 0 | 18 | 6  | 5  | 343 | 734 | -391 | 11  |

« * » : En cas d'égalité aux points terrains, les équipes sont départagés par le nombre de victoires.
Phase finale
- 1er à 8e : quarts de finale

Compétitions de l'EPCR 2023-2024
- P, 2e et 5e à 7e : qualifié en Champions Cup
- 8e, 9e et 11e à 16e : qualifié en Challenge Cup

Abréviations
- T : Tenant du titre
- P : Premier de poule

### Phase finale

#### Tableau final
|  | Quarts de finale | Quarts de finale | Quarts de finale | Quarts de finale |          |          | Demi-finales | Demi-finales | Demi-finales | Demi-finales |  |  | Finale | Finale | Finale | Finale |
|  |                  |                  |                  |                  |          |          |              |              |              |              |  |  |        |        |        |        |
|  |                  |                  |                  |                  |          |          |              |              |              |              |  |  |        |        |        |        |
|  |                  |                  |                  |                  |          |          |              |              |              |              |  |  |        |        |        |        |
|  | Leinster         | Leinster         | 35               | 35               |          |          |              |              |              |              |  |  |        |        |        |        |
|  | Leinster         | Leinster         | 35               | 35               |          |          |              |              |              |              |  |  |        |        |        |        |
|  | Sharks           | Sharks           | 5                | 5                |          |          |              |              |              |              |  |  |        |        |        |        |
|  | Sharks           | Sharks           | 5                | 5                | Leinster | Leinster | 15           | 15           |              |              |  |  |        |        |        |        |
|  |                  |                  |                  |                  | Leinster | Leinster | 15           | 15           |              |              |  |  |        |        |        |        |
|  |                  |                  | Munster          | Munster          | 16       | 16       |              |              |              |              |  |  |        |        |        |        |
|  | Glasgow Warriors | Glasgow Warriors | Munster          | Munster          | 16       | 16       | 5            | 5            |              |              |  |  |        |        |        |        |
|  | Glasgow Warriors | Glasgow Warriors |                  |                  |          |          |              | 5            |              |              |  |  |        |        |        |        |
|  | Munster          | Munster          | 14               | 14               |          |          |              |              |              |              |  |  |        |        |        |        |
|  | Munster          | Munster          | 14               | 14               | Munster  | Munster  | 19           | 19           |              |              |  |  |        |        |        |        |
|  |                  |                  |                  |                  | Munster  | Munster  | 19           | 19           |              |              |  |  |        |        |        |        |
|  |                  |                  | Stormers         | Stormers         | 14       | 14       |              |              |              |              |  |  |        |        |        |        |
|  | Ulster           | Ulster           | Stormers         | Stormers         | 14       | 14       | 10           | 10           |              |              |  |  |        |        |        |        |
|  | Ulster           | Ulster           |                  |                  |          |          |              |              |              |              |  |  |        |        |        |        |
|  | Connacht         | Connacht         | 15               | 15               |          |          |              |              |              |              |  |  |        |        |        |        |
|  | Connacht         | Connacht         | 15               | 15               | Connacht | Connacht | 25           | 25           |              |              |  |  |        |        |        |        |
|  |                  |                  |                  |                  | Connacht | Connacht | 25           | 25           |              |              |  |  |        |        |        |        |
|  |                  |                  | Stormers         | Stormers         | 43       | 43       |              |              |              |              |  |  |        |        |        |        |
|  | Stormers         | Stormers         | Stormers         | Stormers         | 43       | 43       | 33           | 33           |              |              |  |  |        |        |        |        |
|  | Stormers         | Stormers         |                  |                  |          |          |              | 33           |              |              |  |  |        |        |        |        |
|  | Bulls            | Bulls            | 21               | 21               |          |          |              |              |              |              |  |  |        |        |        |        |
|  | Bulls            | Bulls            | 21               | 21               |          |          |              |              |              |              |  |  |        |        |        |        |
|  |                  |                  |                  |                  |          |          |              |              |              |              |  |  |        |        |        |        |

Les équipes les mieux classées au classement général ont l’avantage de recevoir lors des quarts, demis et la finale.

#### Quarts de finale
| 5 mai 2023 20 h 35 CEST | Ulster                                                                                      | 10 - 15 (3 - 9) | Connacht                                        | Ravenhill Stadium Arbitre : Andrew Brace |
| 5 mai 2023 20 h 35 CEST | Essai(s) : 1 O'Connor (63e) Transformation(s) : 1 Cooney (64e) Pénalité(s) : 1 Cooney (20e) | Rapport         | Pénalité(s) : 5 Carty (24e, 33e, 40e, 44e, 75e) | Ravenhill Stadium Arbitre : Andrew Brace |
| 5 mai 2023 20 h 35 CEST |                                                                                             | Rapport         |                                                 | Ravenhill Stadium Arbitre : Andrew Brace |

| 6 mai 2023 15 h 30 CEST | Stormers | 33 - 21 (17 - 7) | Bulls | Cape Town Stadium 46 888 spectateurs Arbitre : Jaco Peyper |
| 6 mai 2023 15 h 30 CEST | Essai(s) : 3 Dayimani (8e), Zas (en) (33e), Davids (47e) Transformation(s) : 3 Libbok (9e, 35e, 47e) Pénalité(s) : 4 Libbok (16e, 43e, 62e, 75e) | Rapport          | Essai(s) : 3 Brink (en) (38e), Papier (57e), du Plessis (80e) Transformation(s) : 3 Goosen (39e), C. Smith (en) (58e, 80e) Carton(s) jaune(s) : 1 Brink (26e) | Cape Town Stadium 46 888 spectateurs Arbitre : Jaco Peyper |
| 6 mai 2023 15 h 30 CEST | | Rapport          | | Cape Town Stadium 46 888 spectateurs Arbitre : Jaco Peyper |

| 6 mai 2023 18 h CEST | Leinster | 35 - 5 (21 - 5) | Sharks                                                                             | Aviva Stadium Arbitre : Craig Evans (en) |
| 6 mai 2023 18 h CEST | Essai(s) : 5 Doris (13e), Milne (20e), Larmour (23e), Deegan (50e), Gibson-Park (74e) Transformation(s) : 5 H. Byrne (14e, 21e, 24e, 51e), R. Byrne (75e) | Rapport         | Essai(s) : 1 Williams (6e) Carton(s) jaune(s) : 2 Mapimpi (14e), Venter (en) (72e) | Aviva Stadium Arbitre : Craig Evans (en) |
| 6 mai 2023 18 h CEST | | Rapport         |                                                                                    | Aviva Stadium Arbitre : Craig Evans (en) |

| 6 mai 2023 20 h 35 CEST | Glasgow Warriors                                                                                    | 5 - 14 (0 - 14) | Munster                                                                           | Scotstoun Stadium Arbitre : Andrea Piardi |
| 6 mai 2023 20 h 35 CEST | Essai(s) : 1 Steyn (66e) Carton(s) jaune(s) : 1 Tuipulotu (75e) Carton(s) rouge(s) : 1 Jordan (25e) | Rapport         | Essai(s) : 2 Fekitoa (22e), Frisch (27e) Transformation(s) : 2 Crowley (23e, 28e) | Scotstoun Stadium Arbitre : Andrea Piardi |
| 6 mai 2023 20 h 35 CEST | | Rapport         |                                                                                   | Scotstoun Stadium Arbitre : Andrea Piardi |

#### Demi-finales
| 13 mai 2023 16 h CEST | Stormers | 43 - 25 (24 - 13) | Connacht | Cape Town Stadium 47 621 spectateurs Arbitre : Mike Adamson (en) |
| 13 mai 2023 16 h CEST | Essai(s) : 6 Davids (15e), Libbok (27e, 32e), de Wet (en) (64e), Theunissen (en) (76e), Nel (79e) Transformation(s) : 5 Libbok (16e, 28e, 33e, 65e, 81e) Pénalité(s) : 1 Libbok (24e) | Rapport           | Essai(s) : 4 Hansen (12e), Oliver (en) (39e), Hurley-Langton (58e), Ralston (en) (74e) Transformation(s) : 1 Carty (59e) Pénalité(s) : 1 Carty (3e) | Cape Town Stadium 47 621 spectateurs Arbitre : Mike Adamson (en) |
| 13 mai 2023 16 h CEST | | Rapport           | | Cape Town Stadium 47 621 spectateurs Arbitre : Mike Adamson (en) |

| 13 mai 2023 18 h 30 CEST | Leinster | 15 - 16 (10 - 6) | Munster | Aviva Stadium Arbitre : Frank Murphy |
| 13 mai 2023 18 h 30 CEST | Essai(s) : 2 Jenkins (38e), J. McCarthy (62e) Transformation(s) : 1 H. Byrne (39e) Pénalité(s) : 1 H. Byrne (2e) | Rapport          | Essai(s) : 1 Beirne (45e) Transformation(s) : 1 Crowley (46e) Pénalité(s) : 2 Healy (11e, 24e) Drop(s) : 1 Crowley (77e) | Aviva Stadium Arbitre : Frank Murphy |
| 13 mai 2023 18 h 30 CEST | | Rapport          | | Aviva Stadium Arbitre : Frank Murphy |

#### Finale
| 27 mai 2023 18 h 30 CEST | Stormers | 14 - 19 (7 - 12) | Munster | Cape Town Stadium 56 100 spectateurs Arbitre : Andrea Piardi |
| 27 mai 2023 18 h 30 CEST | Essai(s) : 2 Libbok (5e), Fourie (49e) Transformation(s) : 2 Libbok (6e, 50e) Carton(s) jaune(s) : 1 Roos (18e) | Rapport          | Essai(s) : 3 Barron (9e), Nash (28e), Hodnett (74e) Transformation(s) : 2 Crowley (30e, 76e) Carton(s) jaune(s) : 2 Haley (en) (47e), Crowley (77e) | Cape Town Stadium 56 100 spectateurs Arbitre : Andrea Piardi |
| 27 mai 2023 18 h 30 CEST | | Rapport          | | Cape Town Stadium 56 100 spectateurs Arbitre : Andrea Piardi |

| Stormers Titulaires · 15 Damian Willemse · 14 Angelo Davids · 13 Ruhan Nel · 12 Dan du Plessis (en) · 11 Leolin Zas (en) · 10 Manie Libbok 5e · 90 Herschel Jantjies · 80 Evan Roos · 70 Hacjivah Dayimani · 60 Deon Fourie 49e · 50 Marvin Orie · 40 Ruben van Heerden (en) · 30 Frans Malherbe · 20 Joseph Dweba · 10 Steven Kitshoff · Remplaçants · 16 JJ Kotzé · 17 Alistair Vermaak (en) · 18 Neethling Fouché (en) · 19 Ben-Jason Dixon · 20 Willie Engelbrecht (en) · 21 Marcel Theunissen (en) · 22 Paul de Wet (en) · 23 Clayton Blommetjies (en) · Entraîneurs · John Dobson (en) |  | Munster Titulaires · Mike Haley (en) 15 · 28e Calvin Nash 14 · Antoine Frisch 13 · Malakai Fekitoa 12 · Shane Daly (en) 11 · Jack Crowley 10 · Conor Murray 09 · Gavin Coombes 08 · 74e John Hodnett 07 · Peter O'Mahony 06 · Tadhg Beirne 05 · Jean Kleyn 04 · Stephen Archer 03 · 9e Diarmuid Barron 02 · Jeremy Loughman 01 · Remplaçants · Niall Scannell 16 · Josh Wycherley 17 · Roman Salanoa 18 · RG Snyman 19 · Alex Kendellen (en) 20 · Craig Casey 21 · Ben Healy 22 · Keith Earls 23 · Entraîneurs · Graham Rowntree |

## Statistiques

### Meilleurs réalisateurs
Manie Libbok est le meilleur réalisateur de la saison avec 217 points inscrits dont six essais marqués, 53 transformations, 26 pénalités et un drop.
| Rang | Joueur           | Club             | Poste                     | Points | Essais | Transf. | Pén. | Drop |
| ---- | ---------------- | ---------------- | ------------------------- | ------ | ------ | ------- | ---- | ---- |
| 1    | Manie Libbok     | Stormers         | Demi d'ouverture          | 217    | 6      | 53      | 26   | 1    |
| 2    | John Cooney      | Ulster           | Demi de mêlée             | 139    | 3      | 35      | 18   | 0    |
| 3    | Chris Smith (en) | Bulls            | Demi d'ouverture          | 129    | 1      | 29      | 22   | 0    |
| 4    | Jack Carty       | Connacht         | Demi d'ouverture          | 105    | 0      | 30      | 14   | 1    |
| 5    | Curwin Bosch     | Sharks           | Demi d'ouverture          | 104    | 2      | 26      | 14   | 0    |
| 6    | Sam Costelow     | Scarlets         | Demi d'ouverture          | 102    | 3      | 21      | 15   | 0    |
| 7    | Jarrod Evans     | Cardiff Rugby    | Demi d'ouverture          | 101    | 0      | 22      | 19   | 0    |
| 8    | Tomás Albornoz   | Benetton Trévise | Demi d'ouverture          | 100    | 4      | 16      | 15   | 1    |
| 9    | Joey Carbery     | Munster          | Demi d'ouverture          | 92     | 3      | 31      | 5    | 0    |
| 10   | Johan Goosen     | Bulls            | Demi d'ouverture, arrière | 91     | 2      | 30      | 7    | 0    |

### Meilleurs marqueurs
Tom Stewart est le meilleur marqueur d'essais de la saison avec seize unités. Il bat l'ancien record de quatorze essais de la compétition.
| Rang | Joueur           | Club             | Poste                  | Essais |
| ---- | ---------------- | ---------------- | ---------------------- | ------ |
| 1    | Tom Stewart      | Ulster           | Talonneur              | 16     |
| 2    | Darcy Graham     | Édimbourg Rugby  | Ailier                 | 12     |
| 3    | Caolin Blade     | Connacht         | Demi de mêlée          | 11     |
| 4    | Gavin Coombes    | Munster          | Troisième ligne centre | 10     |
| 4    | Simone Gesi      | Zebre Parma      | Ailier                 | 10     |
| 4    | Rob Russell (en) | Leinster         | Ailier                 | 10     |
| 4    | Grant Williams   | Sharks           | Demi de mêlée          | 10     |
| 8    | Fraser Brown     | Glasgow Warriors | Talonneur              | 9      |
| 9    | Canan Moodie     | Bulls            | Ailier                 | 8      |
| 9    | Dan Sheehan      | Leinster         | Talonneur              | 8      |
| 9    | Thomas Young     | Cardiff Rugby    | Troisième ligne aile   | 8      |

## Récompenses
Une nouvelle fois, l'URC met en place des récompenses pour honorer les personnalités de la saison. Le jeune talonneur de l'Ulster, Tom Stewart, reçoit les prix du meilleur marqueur de la saison, avec seize essais inscrits, et également celui du jeune joueur de la saison.  
John Hodnett, troisième ligne aile du Munster, remporte le prix de la "Tackle machine" (machine à plaquage) récompensant le joueur ayant le meilleur pourcentage de plaquages réussis, pour les joueurs ayant réalisés au moins 150 plaquages, il termine premier avec 96 % de réussite et 151 plaquages.  
Le prix du "Turnover King", roi du turnover, est remporté par Thomas Young, troisième ligne aile de Cardiff Rugby, qui a réalisé le plus de turnovers, c'est-à-dire le joueur ayant récupéré le plus de possession pour son équipe, durant la saison avec 17 unités. 
Le jeune arrière des Lions, Quan Horn, remporte le prix de l'Iron Man, récompensant le joueur ayant disputé le plus de minutes avec un total de 1 428 minutes durant la saison. 
Johan Goosen remporte la récompense du Golden Boot pour avoir eu la meilleure réussite au pied avec 90 % de précision. 
L'ouvreur des Stormers, Manie Libbok, remporte le prix du meilleur joueur de la saison élu par les supporters. 
Finalement, Dan Sheehan remporte le prix du meilleur joueur de la saison, élu par les capitaines et vice-capitaines de la compétition. 
L'entraîneur des Glasgow Warriors, Franco Smith, est élu "Entraîneur de la saison", par les quinze autres entraîneurs du championnat, après avoir mené son équipe jusqu'en quart de finale d'URC, tout en étant invaincu à domicile durant la saison, et également en finale de Challenge Cup. 
Mais aussi, une équipe type de la saison est mise en place pour récompenser les meilleurs joueurs sur les quinze positions de jeu, elle est présentée ci-dessous dans le tableau. 
| Distinction                              | Lauréat      | Club             |
| ---------------------------------------- | ------------ | ---------------- |
| Joueur de la saison                      | Dan Sheehan  | Leinster         |
| Joueur de la saison (par les supporters) | Manie Libbok | Stormers         |
| Entraîneur de la saison                  | Franco Smith | Glasgow Warriors |
| Jeune joueur de la saison                | Tom Stewart  | Ulster           |
| Meilleur marqueur                        | Tom Stewart  | Ulster           |
| Golden Boot                              | Johan Goosen | Bulls            |
| Tackle Machine                           | John Hodnett | Munster          |
| Turnover King                            | Thomas Young | Cardiff Rugby    |
| Iron Man                                 | Quan Horn    | Lions            |

| Poste                  | Joueurs                                 | Joueurs                                 | Joueurs                                 | Joueurs                             | Joueurs                             | Joueurs                             |
| ---------------------- | --------------------------------------- | --------------------------------------- | --------------------------------------- | ----------------------------------- | ----------------------------------- | ----------------------------------- |
| Arrière                | [15] Kurt-Lee Arendse (Bulls)           | [15] Kurt-Lee Arendse (Bulls)           | [15] Kurt-Lee Arendse (Bulls)           | [15] Kurt-Lee Arendse (Bulls)       | [15] Kurt-Lee Arendse (Bulls)       | [15] Kurt-Lee Arendse (Bulls)       |
| Trois quarts ailes     | [14] Darcy Graham (Édimbourg Rugby)     | [14] Darcy Graham (Édimbourg Rugby)     | [14] Darcy Graham (Édimbourg Rugby)     | [11] Simone Gesi (Zebre)            | [11] Simone Gesi (Zebre)            | [11] Simone Gesi (Zebre)            |
| Trois quarts centres   | [13] Sione Tuipulotu (Glasgow Warriors) | [13] Sione Tuipulotu (Glasgow Warriors) | [13] Sione Tuipulotu (Glasgow Warriors) | [12] Dan du Plessis (en) (Stormers) | [12] Dan du Plessis (en) (Stormers) | [12] Dan du Plessis (en) (Stormers) |
| Charnière              | [10] Ross Byrne (Leinster)              | [10] Ross Byrne (Leinster)              | [10] Ross Byrne (Leinster)              | [9] Grant Williams (Sharks)         | [9] Grant Williams (Sharks)         | [9] Grant Williams (Sharks)         |
| Troisième ligne centre | [8] Gavin Coombes (Munster)             | [8] Gavin Coombes (Munster)             | [8] Gavin Coombes (Munster)             | [8] Gavin Coombes (Munster)         | [8] Gavin Coombes (Munster)         | [8] Gavin Coombes (Munster)         |
| Troisième ligne aile   | [7] Scott Penny (Leinster)              | [7] Scott Penny (Leinster)              | [7] Scott Penny (Leinster)              | [6] Vaea Fifita (Scarlets)          | [6] Vaea Fifita (Scarlets)          | [6] Vaea Fifita (Scarlets)          |
| Deuxième ligne         | [5] Federico Ruzza (Benetton Trévise)   | [5] Federico Ruzza (Benetton Trévise)   | [5] Federico Ruzza (Benetton Trévise)   | [4] Niall Murray (Connacht)         | [4] Niall Murray (Connacht)         | [4] Niall Murray (Connacht)         |
| Piliers                | [3] Finlay Bealham (Connacht)           | [3] Finlay Bealham (Connacht)           | [3] Finlay Bealham (Connacht)           | [1] Steven Kitshoff (Stormers)      | [1] Steven Kitshoff (Stormers)      | [1] Steven Kitshoff (Stormers)      |
| Talonneur              | [2] Dan Sheehan (Leinster)              | [2] Dan Sheehan (Leinster)              | [2] Dan Sheehan (Leinster)              | [2] Dan Sheehan (Leinster)          | [2] Dan Sheehan (Leinster)          | [2] Dan Sheehan (Leinster)          |

## Bilan de la saison
Le Munster remporte la compétition en s'imposant en finale contre les champions de l'année précédente, les Stormers, à l'extérieur au Cape Town Stadium sur le score de 19 à 14,.
Même si le Munster connaît un mauvais début de saison avec cinq défaites lors des sept premières journées, ces derniers parviennent à inverser la tendance et à finalement se qualifier en phase finale en terminant à la cinquième place du classement général. La province irlandaise élimine successivement, à l'extérieur, en quart et demi les Glasgow Warriors puis le Leinster pour finalement remporter la finale face aux Stormers. Le Munster obtient alors son premier titre depuis la saison 2010-2011.